# Втора студена война
Втората студена война (също наричана Нова студена война) е термин, с който се означава продължителното напрежение и борба през XXI век между САЩ и Русия, подпомагана от нейните съюзници Монголия, Китай, Виетнам, Лаос, Куба, Индия, Северна Корея и Сирия, САЩ със Северна Корея, САЩ с Китай и Иран със Саудитска Арабия и Израел. Това съперничество не води до мащабни преки боеве между страните. Така се популяризира терминът „Втора студена война“.
Успоредно със старите суперсили се събират различни страни, които поддържат едната или другата позиция – на страната на САЩ застават всички членки на НАТО и ЕС. На страната на Русия са Казахстан, Киргизстан, Таджикистан, Узбекистан и Новорусия. С Китай е Северна Корея. С Иран са Сирия, Ирак, Судан, Палестина, Ливан и Катар (от юни 2017 г.).
Втората студена война между страните е придружена с взаимни подозрения, конкуренция за власт, сила и военни заплахи, икономически натиск, пропаганда, убийства.